# Marek Kasprzyk (lekkoatleta)
Marek Kasprzyk (ur. 8 sierpnia 1951, zm. 16 listopada 2017) – polski chodziarz i trener lekkoatletyczny.

## Kariera
Jako zawodnik reprezentował barwy Olimpii Poznań. Był dwukrotnym medalistą mistrzostw Polski w chodzie sportowym na 50 kilometrów: srebrnym w 1975 roku i brązowym w 1977 roku. W 1973 roku reprezentował Polskę w Pucharze Świata w Lugano na tymże dystansie.
Po zakończeniu kariery zawodniczej pozostał w klubie, pracując jako trener. Wśród jego wychowanków byli m.in. Zdzisław Szlapkin, Ewa Musór, Beata Bączyk-Zgarda i Jacek Herok. Od 2009 roku był szkoleniowcem UKS Gimnazjon Suchy Las, gdzie trenował m.in. Annę Bajon. Pracował także z zawodnikami zaplecza kadry narodowej. W 2016 roku założył w Suchym Lesie klub UKS Dąb.
Pochowany na cmentarzu parafii Matki Bożej Pocieszenia w Poznaniu.